# Planinarski put Žumberkom
Planinarski put Žumberkom je planinarska obilaznica koja se proteže od Slavetića (Jastrebarsko), preko najvišeg vrha Žumberka, Svete Gere, do Sošica. Obilaznica prolazi kroz predivan kanjon Slapnice, gdje se nalaze dva od četiri velika slapa Žumberka, stara sela od povijesnog značaja, te kroz predivne krajolike Žumberačke gore. S trase puta se pružaju predivni vidici na doline rijeke Kupe, Jastrebarsko, Karlovac i slovenska sela, a za vedrih dana vidik se proteže do Velebita, te se naročito lijepo vidi Klek. Obilaznica vodi kroz 12 kontrolnih točaka, među kojima su planinski vrhovi, domovi, slapovi… Obilaznica je linijska, ali se točke mogu po želji obići bilo kojim redom. Za dobivanje priznanja potrebno je obići sve kontrolne točke, što se dokazuje utiskivanjem žigova u dnevnik obilaznice. Ako žiga nema, posjet se dokazuje fotografijom ili ovjerom od matičnog društva u slučaju organiziranog obilaska. Ako se obilaznica prolazi odjednom, za njezin obilazak je potrebno dva do tri dana, a prenoćiti se može u planinarskim domovima „Vodice“ i „Boris Farkaš“, uz prethodnu najavu. Trasa puta označena je slovom „M“. Za uspješno prijeđenu obilaznicu se dobiva lijepa spomen značka i priznanje.
Planinarski put Žumberkom je obilaznica kroz Žumberačko gorje osnovana od strane planinarskog društva „Monter“ (danas „Trešnjevka-Monter“) 1990. godine. To je druga obilaznica na Žumberku nakon Karlovačke obilaznice, a duga je 75 kilometara. Obilaznik koji se odluči za ovu obilaznicu će proći kroz poznate, ali i malo popularne dijelove Žumberka, te se upoznati s raznovrsnom florom, prekrasnim vidicima, gorskim sedlima, napuštenim selima, ali i kulturno-povijesnim dijelovima Žumberka i njegovom slavnom uskočkom poviješću.
Na umu treba imati da je za vrijeme jakih kiša moguće je teže kretanje kroz kanjon Slapnice zbog povećanja vodostaja, te prilaz slapu Zeleni vir.

## Kontrolne točke Planinarskog puta Žumberkom
Kontrolne točke:
- KT 1 - Slavetić,  295 m
- KT 2 - Tihočaj, 727 m
- KT 3 - Ruda (Rude Pribićke) 415 m
- KT 4 - Kanjon Slapnice – Draganov mlin, 220 m
- KT 5 - Hartje, 530 m
- KT 6 - Kekić-Draga, 430 m
- KT 7 - Sopotski slap, 570 m
- KT 8 - Planinarski dom Vodice, 850 m
- KT 9 - Sveta Gera, 1178 m
- KT 10 - Planinarski dom Boris Farkaš, 710 m
- KT 11 - Slap Zeleni vir, 660 m
- KT 12 - Sošice, 561 m

## Galerija
- Dvorac Slavetić u Slavetiću
- Tihočaj
- Rude Pribićke
- Kanjon Slapnice
- Hartje, kameni pil
- Kekić Draga
- Slap Sopot na Žumberku
- Planinarski dom Vodice
- Sveta Gera, crkve sv. Ilije i sv. Jere
- Pogled s doma Boris Farkaš na Klek
- Slap Zeleni Vir na Žumberku
- Sošice, crkve
- Žig Planinarskog puta Žumberkom